# Ali Azmat
Ali Azmat (en ourdou : علی عظمت), né le 20 avril 1970 à Abbottabad, est un chanteur pakistanais. Il se fait connaître en tant que chanteur principal du groupe Junoon.

## Biographie
Ali Azmat naît le 20 avril 1970 à Abbottabad au Pakistan. Il est adolescent pendant la dictature de Zia-ul-Haq au Pakistan ; dans une interview en 2007, il affirme que c'était « la pire époque pour être adolescent au Pakistan ». Il a toutefois accès à la chaîne américaine MTV, et admire Michael Jackson, Bruce Springsteen et Eric Clapton, qui lui donnent goût pour la musique et le chant, ainsi que de nombreux groupes de rock américains et britanniques. Il commence par imiter les chanteurs et la musique de ces groupes.
Il rejoint ensuite Salman Ahmad au sein du groupe Junoon, dont il devient le chanteur principal. Le groupe prend de l'assurance, cesse de se contenter d'imiter la musique américaine et intègre des accents sud-asiatiques dans sa musique. Junoon s'inspire de la musique religieuse soufi, mais en la réinterprétant à la guitare électrique : c'est le sufi rock.
Le groupe se fait connaître en Asie du Sud dans les années 1990 avec des titres comme Sayonee ou Dosti.
En 2003, Ali Azmat compose, écrit et interprète la chanson Garaj Baras pour la bande originale du film Paap de Pooja Bhatt.
En 2005, Ali Azmat édite son premier album solo, Social Circus.
En 2012, Ali Azmat participe à la bande originale du film Jism 2 de Pooja Bhatt avec deux chansons, Jism 2 et Maula.

## Discographie
- 2005 : Social Circus
- 2008 : Klashinfolk
- 2010 : Josh-E-Junoon
- 2011 : Bum Phatta
- 2011 : Chalta Mein Jaaon
- 2012 : Josh
- 2013 : Waar